# 荷包長頜鮃
荷包長頜鮃為輻鰭魚綱鰈形目鰈亞目鮃科的其中一種，為深海魚類，分布於中太平洋東部夏威夷海域，棲息深度443-640公尺，棲息在底層水域，生活習性不明。